# قلعه سراب کنار
قلعه سراب کنار مربوط به سده‌های میانه دوران‌های تاریخی پس از اسلام است و در شهرستان دالاهو، بخش مرکزی، دهستان بان زرده، ۳۰۰ متری جنوب شرقی شالان واقع شده و این اثر در تاریخ ۱۸ اسفند ۱۳۸۷ با شمارهٔ ثبت ۲۴۸۳۲ به‌عنوان یکی از آثار ملی ایران به ثبت رسیده است.